# Muzeum Łużyckie w Chociebużu
Muzeum Łużyckie (niem. Wendisches Museum, dolnołuż. Serbski muzej) – muzeum w Chociebużu, w Niemczech, poświęcone historii i kulturze Dolnołużyczan. Zostało otwarte 3 czerwca 1994 roku. Ma swoją siedzibę w budynku przy Mühlenstraße 12, niedaleko rynku staromiejskiego.

## Historia
Pierwszą wystawę w Chociebużu poświęconą dolnołużyckiej kulturze zorganizowało w 1887 roku Dolnołużyckie Towarzystwo Archeologiczne i Antropologiczne. W 1908 roku otwarto muzeum miejskie przy Sandower Straße 22, a w jednym z jego pomieszczeń utworzono wystawę poświęconą kulturze dolnołużyckiej. Kolejne wystawy powstawały wraz z otwarciem nowych budynków miejskiego muzeum (1925) i muzeum regionalnego (1937). W trakcie II wojny światowej zaginęły niemal wszystkie zbiory zgromadzone dotąd na tych wystawach. Po wojnie zbiory związane z dolnołużycką kulturą prezentowano głównie na zamku Branitz.
W 1986 roku miasto zakupiło budynek przy Mühlenstraße 12 w celu utworzenia w nim muzeum dolnołużyckiego. Pierwsza pisemna wzmianka o tym budynku pochodzi z 1544 roku, a jego ówczesnym właścicielem był tkacz Matthias Reutter. Do końca XVIII wieku pełnił on funkcje wyłącznie mieszkalne i zamieszkiwany był głównie przez rodzinę farmaceutów prowadzących aptekę przy rynku (teren przynależny do budynku graniczył bezpośrednio z działką apteki). W XIX wieku w budynku utworzono sklep. W 1877 roku został on zakupiony przez handlarza skórą Adolfa Emila Lierscha i pozostawał w majątku jego rodziny przez ponad sto lat, aż do zakupu obiektu przez miasto.
W 1991 roku, dzięki środkom z budżetu miasta, Fundacji Narodu Serbołużyckiego i landu Brandenburgia, rozpoczęto prace nad adaptacją zakupionego budynku na muzeum. Uroczyste otwarcie placówki miało miejsce 3 czerwca 1994 roku. Wiosną 1996 roku otwarto także pomieszczenia w suterenie budynku, gdzie zorganizowano wystawę poświęconą wczesnej historii Serbołużyczan. W latach 2016–2020 muzeum zostało zmodernizowane.
Muzeum pełni rolę ośrodka zajmującego się kulturą i historią Dolnołużyczan. Poza prezentowaniem stałych i czasowych wystaw, m.in. organizuje spotkania, koncerty i odczyty oraz wydaje publikacje. Jednym z zajęć muzeum jest podejmowanie inicjatyw mających na celu ochronę języka dolnołużyckiego przed wymarciem.